# سد سلولی کیلدرخت

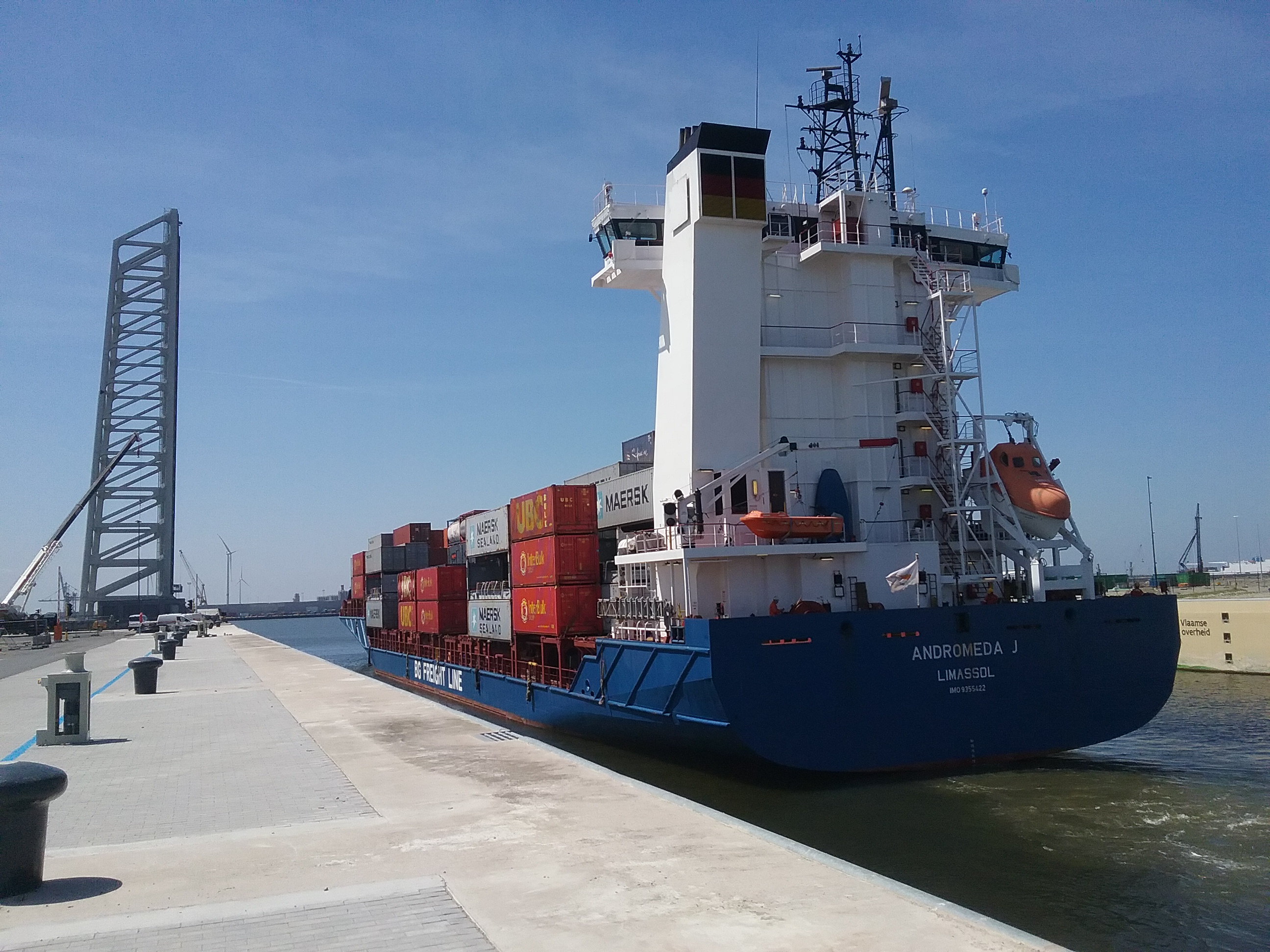
کشتی آندورمدا در افتتاح سد سلولی کیلدرخت

سد سلولی کیلدرخت ( هلندی : Kieldrechtsluis ) که به آن اسکله  سلولی دورکنک نیز( هلندی : Deurgankdoksluis ) گفته می‌شود،  بزرگترین سد سلولی ساخته شده در جهان است. این سد سلولی اسکله های سمت چپ بندر آنتورپ در بلژیک ، بین رودخانه اسخلده و کانال Waasland را به یکدیگر مرتبط می سازد. ایجاد سد سلولی کیلدرخت حجم ترافیک کانال واسلند را  کاهش داده است. این پروژه که یکی از شاهکارهای معماری دریا نیز به شمار می رود در تاریخ 10 ژوئییه 2016 با حضور پادشاه بلژیک افتتاح گردید.
1. ↑  "Deurganck Dock Lock becomes Kieldrecht Lock". 15 January 2016. Archived from the original on 2016-08-05. Retrieved 2016-08-15.
2. ↑  "Antwerp, the port with the largest lock in the world". Publications. City of Antwerp. Retrieved 27 January 2022.
3. ↑  van den Buijs, Dennis (2022-01-26). ""Nederlanders kunnen niet rekenen": waarom Antwerpen en niet Amsterdam de grootste zeesluis ter wereld heeft". VRT (به هلندی). Retrieved 27 January 2022.